# Byron Guamá
Bayron Patricio Guama de la Cruz (nascido em 14 de junho de 1985) é um ciclista olímpico equatoriano. Ele representou seu país durante os Jogos Olímpicos de Verão de 2012, na prova de corrida em estrada.

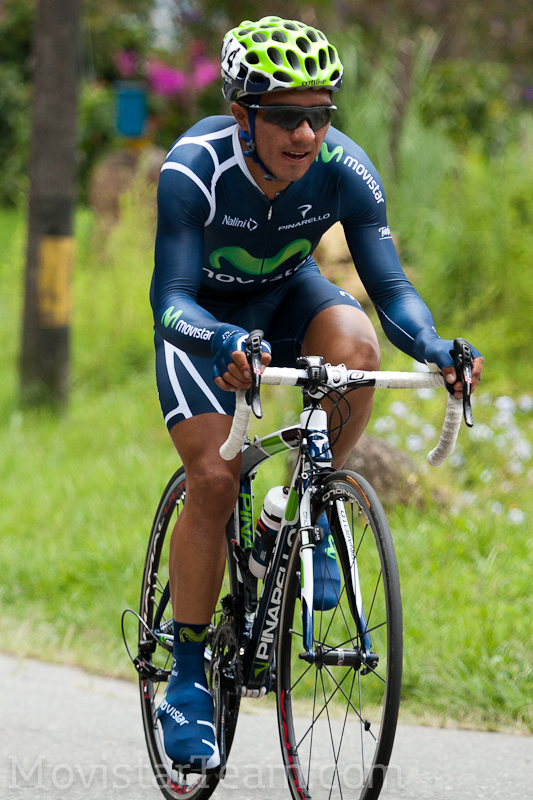
Guamá em 2010